# رايسينغاني ضد رايسينغاني
رايسينغاني ضد رايسينغاني (بالهندية: रायसिंघानी बनाम रायसिंघानी) (بالإنجليزية: Raisinghani VS Raisinghani) هو مسلسل درامي قانوني يبث على سوني إل آي في، من إخراج أنيرودها راجدكار. من إنتاج شركة شركة سوبو فيلمز القابضة المحدودة، بطولة جينيفر وينجيت، وكاران واهي، وريم شيخ. تم بثه لأول مرة على منصة سوني إل آي في منصة بث ثم أعيد بثه على تلفزيون سوني الترفيهي، النسخة العربية من المسلسل على قناة إم بي سي بوليوود.

## ملخص
أنوشكا هي محامية شابة ذات رؤية واضحة، صادقة وذكية، تسعى جاهدة لترك بصمتها في شركة المحاماة المرموقة التي يملكها والدها. يُنظر إلى فيرات، المحامي الشاب الطموح والناجح، باعتباره الخليفة الطبيعي للشركة. وبما أن أخلاقياتها واستقامتها تتعارض مع آرائه وأهدافه، فإن الاختلافات الأخلاقية تظهر.
أنوشكا وفيرات، المحاميان الشابان اللذان كانا في حالة حب في السابق، أصبحا الآن على خلاف. تربطهم المصير وتوحدهم الاختلافات، لذا فإن المخاطر كبيرة في هذا التنافس المهني الذي يحمل في طياته أيديولوجيات متباينة إلى حد كبير.
تستكشف أنكيتا باندي، وهي متدربة شابة أخرى في مكتب المحاماة، طريقها مع أسرارها المظلمة الخاصة. إن منصبها في الشركة أكبر بكثير مما يبدو للوهلة الأولى. شاهد رحلتها تتكشف وهي تطالب بما تعتقد أنه حقها.

## الممثلون
- جينيفر ونجت في دور أنوشكا رايسينجاني: الابنة الكبرى لراجديب؛ حفيدة غاياتري؛ مصلحة حب فيرات.
  - كيارا ساد في دور أنوشكا في شبابها
- كاران واهي بدور فيرات شودري: رئيس شركة آر لغال الفعلي؛ حبيب أنوشاكا؛ معجزة راجديب وكبير المحامين والشريك في شركة آر لغال.
- ريم شيخ في دور أنكيتا رايسنجاني باندي: ابنة راجديب ومادو غير الشرعية؛ ابنة راؤول المتبناة (توفيت)

### ممثلون ضمنهم
- سانجاي ناث في دور راجديب رايسينجاني: والد أنوشكا، والد أنكيتا غير الشرعي، الابن الأكبر لغاياتري، الأخ الأكبر لديف.
- أنيتا كانوال في دور غاياتري رايسينغاني: والدة راجديب وديف؛ جدة أنوشكا وأنكيتا
- جوي سينجوبتا في دور ديف رايسينجاني: زوج دوللي؛ والد سيدهارث؛ الابن الأصغر لغاياتري؛ شقيق راجديب الصغير؛ عم أنوشكا لأبيها.
- أشيتا داوان بدور دوللي رايسينجاني: زوجة ديف، والدة سيدهارث، وزوجة ابن جايتري، وخالة أنوشكا لأبيها.
- سيد مكار في دور أكشات ميهرا: حب أنوشكا السابق
- أبهيشيك سكلاني في دور سيدارت رايسينغاني: ابن ديف ودوللي؛ حفيد غاياتري
- بريتي أمين في دور رادها ميهتا رايسينغاني: زوجة راجديب؛ والدة أنوشكا
- سيمون سينغ بدور الدكتورة رامايا جريوال: حبيبة راجديب
- ديباك باراشار في دور جيرداريلال ميهتا: جد أنوشكا لأمها؛ والد زوجة راجديب. والد رادها
- غير معروف باسم شرافان ميهتا: ابن ابن جيردهاري؛ عم أنوشكا
- إيكلافيا سود بدور هاراش نوكوال: ابن راجديب وصديقه القديم ومحامي مساعد في شركة آر لغال (توفي)
- إيشان سينغ مانهاس بدور آريامان سينغ كاندولا: صديق طفولة فيرات
- بريانكا دوت في دور مونيكا
- نيميش ديلبراي بدور والد آريامان
- نانسي جيل في دور جيا تشاترجي
- جاي زافيري في دور ديراج: شريك رئيسي في شركة آر لغال
- يوجيش سيموال في دور ميليند
- شارميثا راوت في دور جيوتي: شريك رئيسي في شركة آر لغال
- كايزاد كوتوال في دور كيرسي: الشريك النائم في شركة آر لغال وصديق راجديب رايسينغاني
- ساهاج سينغ في دور راجاف كورانا
- كولديب سينغ في دور أيه سي بي يوغيش باتكار
- فيشال ناياك في دور راهول باندي (توفي)
- بهاونا أنيجا بدور مادو راستوجي باندي: والدة أنكيتا؛ زوجة راهول
- ريشي جامبير في دور براشانت راداكريشنان: أفضل صديق لأكشات ومضيف برنامج تلفزيوني عن الجريمة
- ديبشيخا ناجبال في دور نينا واليا: صديقة شارافان ميهتا
- سارميشتا أتشارجي بدور رومينا خان: متدربة في شركة آر لغال
- أنكيتا راي في دور كالبو: طالبة في دروس أنوشكا الليلية
- بهارات أرورا
- مايانكا شارما باتيل

## روابط خارجية
- رايسنغاني ضد رايسنغاني على موقع IMDb (الإنجليزية)
- رايسنغاني ضد رايسنغاني على موقع قاعدة بيانات الفيلم (الإنجليزية)